# Seydou Traoré (homme politique)
Dr Seydou Traoré, né le 18 février 1936 à Sindou (Haute-Volta) et mort le 23 juillet 1992 a Bobo-Dioulasso, est un Docteur Vétérinaire et homme politique de Haute-Volta.

## Biographie
Seydou Traoré est né à Sindou le 18 février 1936. Il a effectué ses études primaires à École primaire publique de Sindou de 1944 à 1950. Admis au CEPE et reçu 1er de Haute-Volta (Burkina Faso) au concours d'entrée en 6e, puis a poursuivi sa scolarité à Bamako à partir de 1950 au Lycée Terrasson-de-Fougères. Reçu au BEPC, 1er du Soudan Français (Mali). Obtient une bourse pour étudier en France.
Il a ensuite étudié au Lycée Alexandre-Ribot à Saint-Omer (Pas-de-Calais) jusqu’en 1956, année où il a obtenu son diplôme du baccalauréat. Il a ensuite poursuivi son cursus universitaire au Lycée du Parc de Lyon en classe préparatoire au concours d'entrée dans les Écoles Nationales Vétérinaires 1957-1958. Reçu au concours. 
Il a obtenu un Certificat de spécialisation en alimentation et nutrition animales et en aviculture, 1963 à l'Institut Nationale Agronomique de Paris et à l'École Nationale Vétérinaire de Maison Alfort. 
Il a obtenu son doctorat en 1964 à la Faculté mixte de médecine et de pharmacie de Lyon.
Après l’obtention de son doctorat, il est retourné en Haute-Volta. À son retour, il a été nommé chef du Service de la production animale à Bobo-Dioulasso en avril 1964, poste qu’il a occupé pendant trois ans.
Le 6 avril 1967, il a été nommé ministre de la Santé publique, de la Population et des Affaires sociales, fonction qu’il a exercée jusqu’en février 1971.
En mai 1971, il devient directeur du Cabinet du président de la République, un poste stratégique de conseiller qu’il occupera jusqu’en novembre 1975.
De novembre 1975 à mai 1978, il occupe les fonctions de secrétaire général de la Présidence de la République, contribuant à la coordination des politiques nationales et à la gouvernance exécutive.

## Fonctions régionales
De mai 1978 à février 1980, le Dr Traoré est nommé directeur du Bureau communautaire du développement agricole (BCDA) de la Communauté économique de l’Afrique de l’Ouest (CEAO), où il œuvre à la promotion de la coopération agricole entre les pays de la région.
Il devient ensuite directeur des projets et programmes au sein du Comité permanent inter-États de lutte contre la sécheresse dans le Sahel (CILSS), où il travaille à l’élaboration de stratégies régionales pour lutter contre la désertification, renforcer la sécurité alimentaire et promouvoir un développement durable dans la région sahélienne.

## Distinctions
Seydoux Traoré a été décoré de plusieurs distinctions honorifiques au cours de sa carrière, tant au niveau national qu’international :
- Officier de l’Ordre national du Burkina Faso
- Officier de l’Ordre national de la République de Guinée
- Officier de la Légion d’honneur (République française)
- Commandeur promérite du Sérénissime Ordre militaire de Sainte-Marie-Glorieuse (Principauté de Monaco)

## Héritage
Le Dr Seydou Traoré est décédé le 23 juillet 1992 à Bobo-Dioulasso, où il avait entamé sa carrière professionnelle et personnelle.
Il est reconnu comme une figure pionnière de la médecine vétérinaire et de l’administration publique au Burkina Faso, ainsi qu’un acteur majeur du développement régional. Son héritage perdure à travers les institutions qu’il a contribué à bâtir et les politiques qu’il a aidé à mettre en œuvre dans les domaines de la santé, de l’agriculture et de la coopération régionale. 
Un établissement scolaire porte son nom. Autrefois appelé «Lycée provincial de la Léraba», l’établissement était initialement un Collège d’enseignement général (CEG), créé le 10 août 1988. Il a été rebaptisé «Lycée provincial Dr Seydou Traoré» à la suite d’un arrêté pris le 14 octobre 2014 par les autorités en charge de l’Éducation nationale du Burkina Faso.